# ایرینا
ایرینا (به انگلیسی: Irina) فیلمی درام به کارگردانی نادژدا کزه‌وا محصول سال ۲۰۱۸ بلغارستان است.

## خلاصۀ داستان
ایرینا پیشخدمتی نیمه‌وقت در یکی از شهرهای کوچک بلغارستان است. درست در همان روزی که او از کارش اخراج می‌شود، شوهرش نیز تصادف سنگینی می‌کند. خانواده ایرینا در دام فقر گرفتار شده‌اند. او برای پایان دادن به این وضعیت، تصمیم می‌گیرد رحِم خود را اجاره دهد. تقلاها، ناامیدی و جوانه‌ای از زندگی که درون شکم او درحال رشد یافتن است، موج جدیدی از مفاهیم و احساسات را به زندگی خشن و رو به تباهی ایرینا وارد می‌کنند. آرام آرام معنای حقیقی عشق ورزیدن و بخشیدن بر ایرینا آشکار می‌شود.

## افتخارات
- برنده جایزه کلیسای جهانی برای بهترین فیلم معنوی در جشنواره بین‌المللی فیلم ورشو ۲۰۱۸
- برنده جایزه ویژه هیئت داوران برای مارتینا آپوستولووا در جشنواره بین‌المللی فیلم ورشو
- برنده جغد بهترین فیلم در جشنواره بین‌المللی فیلم تیرانا ۲۰۱۸
- نامزد جایزه بهترین فیلم در جشنواره بین‌المللی فیلم مینسک ۲۰۱۸
- برنده جایزه اتحادیه فیلمسازان بلغارستان برای کارگردانی درجشنواره فیلم رز طلایی ۲۰۱۸
- برنده سیمرغ سیمین بهترین بازیگر زن در جشنواره بین‌المللی فیلم فجر ۲۰۱۹

## جشنواره جهانی فیلم فجر
این فیلم در بخش سینمای سعادت (مسابقه بین‌الملل) سی و هفتمین جشنواره جهانی فیلم فجر حضور داشت. این جشنواره از ۲۹ فروردین تا ۶ اردیبهشت ۱۳۹۸ در شهر تهران برگزار شد.